# 久野宗能
久野宗能（日语：久野 宗能/くのう むねよし，1527年（大永7年）—1609年11月4日（庆长14年10月8日）），战国时代到江户时代初期的武将。久野忠宗の子。有子久野宗朝。

## 生平
大永7年（1527年）出生，父亲是久野忠宗。
最初仕于骏河国今川氏。永禄3年（1560年）兄长元宗在桶狭间之战中战死，因而继承家督并成为远江国久野城主。永禄11年（1568年）三河国的德川氏进攻久野城，宗能在德川家康的家臣・高力清长说项下投降。另一方面，宗能的叔父等久野一族出于对主君・今川氏真的忠诚，在没有得到宗能首肯的前提下擅自计划暗杀家康，最终酿成内乱，结果被宗能在家康的支援下镇压。随后，甲斐国的武田信玄在西上作战中也包围了久野城，宗能坚守不退。
因为在进攻高天神城中立下战功，天正18年（1590年）随德川家康移封关东地方，受封下总佐仓1万3千石。未几把家督之位让予嫡子宗朝（佐仓藩的领主变迁有异说）。然而在庆长元年（1596年）宗朝因为涉嫌私斗而自尽，久野家被改易，宗能领受别处的1,000石。关原之战后恢复了远江久野的旧领，食邑8千500石。庆长14年（1609年）去世，享年83岁。家督由孙子久野宗成（宗朝之子）继承。后来久野氏成为了纪州藩的御附家老。